# Malurus lamberti
El maluro variegado o ratona australiana variada (Malurus lamberti)  es una especie de ave paseriforme de la familia Maluridae endémica de Australia.

## Descripción
Mide entre 14 y 15 cm de longitud y pesa 6 a 11 gramos. Como las demás especies de su género presenta notorio dimorfismo sexual. 
Los machos mudan su plumaje y adoptan uno especial para la época de apareamiento, muy llamativo, con azul iridiscente en la cabeza, oídos y nuca, en contraste con en contraste con un babero negro o índigo obscuro, el castaño rojizo en la base de las alas y marrón claro grisáceo en las alas y lomo, color crema en el vientre y una cola gris azulada. Los penachos brillantemente coloreados de la corona y la cubierta del oído se ofrecen prominentes para atraer a la hembra durante el cortejo previo al apareamiento

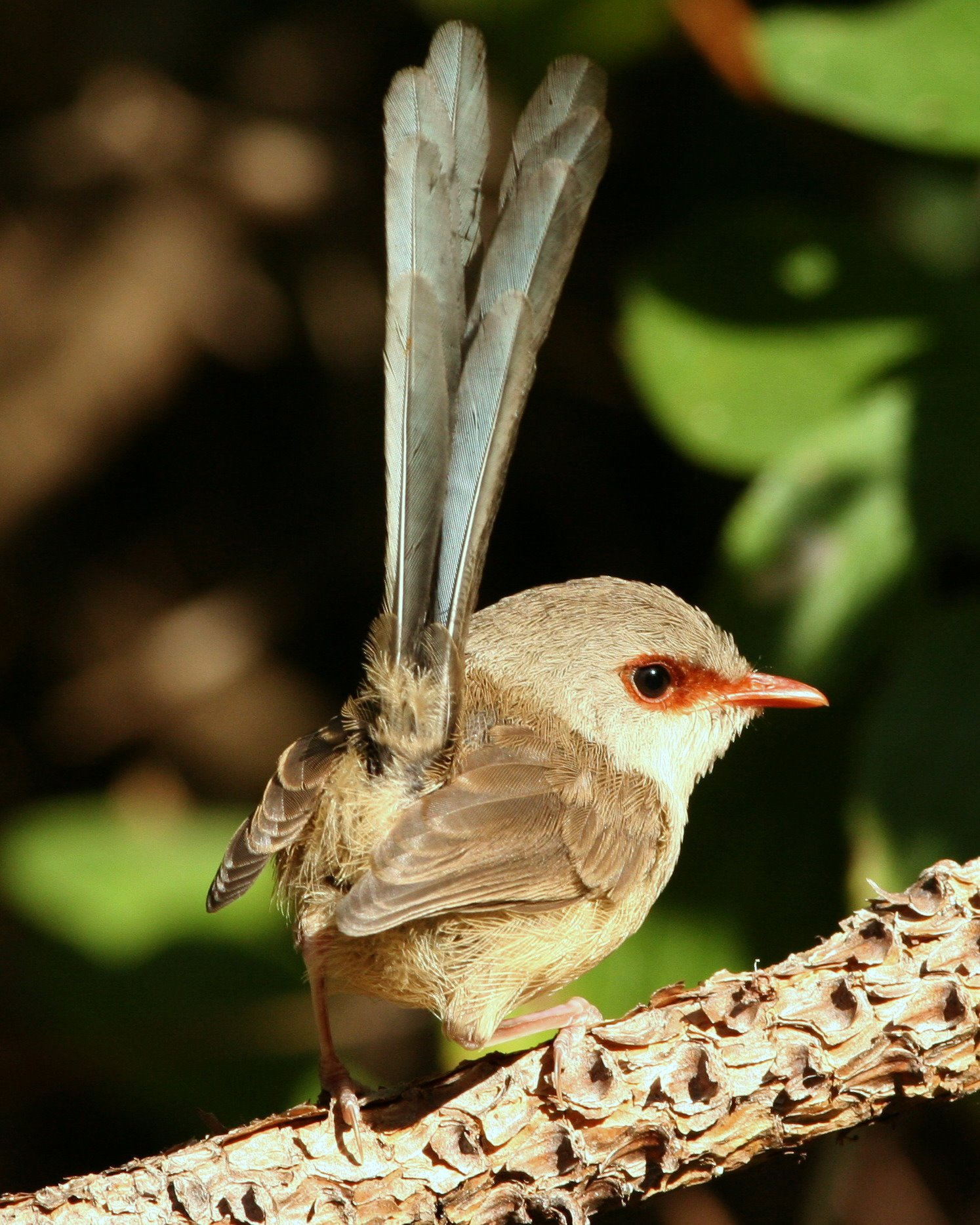
Hembra de la subespecie M. l. lamberti

Las hembras, los machos en épocas diferentes a la de apareamiento y los ejemplares juveniles son predominantemente de color marrón; los machos tienen pico negro y de este color alrededor de los ojos y la piel entre los ojos y el pico, mientras que las hembras tienen pico castaño rojizo y alrededor de los ojos es rojizo brillante. Los machos inmaduros desarrollan el pico negro a los seis meses de edad y mudan por primera vez al plumaje de apareamiento durante la primera estación de crianza después de incubar, quedando rastros del plumaje anterior y solamente perfeccionan la muda uno o dos años después. Ambos sexos mudan de plumas en otoño tras la crianza, quedando eclipsada la brillantez del plumaje de los machos hasta el invierno o la primavera cuando los machos adoptan de nuevo su plumaje nupcial. El azul celeste de los oídos de los machos es iridiscente gracias a la forma de las barbas del plumaje y además porque reflejan bien los rayos ultravioleta.
Usan la comunicación vocal principalmente en actividades sociales entre ejemplares de la especie, para advertir sobre un recurso o sobre el peligro y para la defensa del territorio del grupo. El canto típico es agudo e intenso retumbar conformado por gran número de partes cortas, una cada 10 a 20 por segundos hasta por 4 segundos. Su canto es más suave que de otras especies de su género. Los pájatos mantienen contacto unos con otrs silbando tsst o seeee, mientras que un corto y fuerte tsit sirve como llamada de alarma.

## Comportamiento

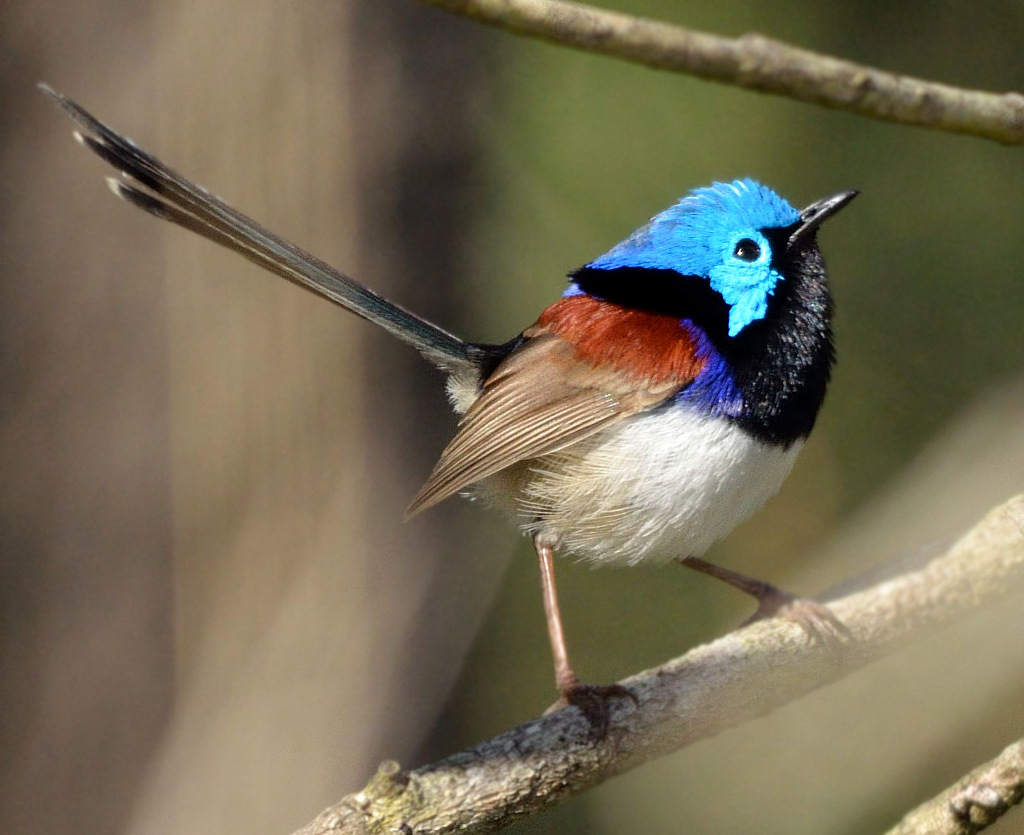
Macho en la época de apareamiento.

Como los demás reyezuelos hada es un activo e impaciente buscador de alimentos, especialmente en campos abiertos cerca de sus refugios o en follajes de baja altura. Se mueve mediante una serie de saltos vivaces, guardando el equilibrio gracias a la longitud de su cola, la cual usualmente sostiene en dirección vertical y raramente está tranquilo. Sus alas cortas y redondeadas le sirven bien para vuelos cortos aunque no para largos paseos. Durante sa primavera y el verano se manifiestas activos durante el día y acompañan el forrajeo con cantos. Los insectos son numerosos y fáciles de coger, lo cual permite que los pájaros descansar de vez en cuando. El grupo se abriga y descansa a menudo en medio del calor del mediodía. Alimentarse es más difícil durante el invierno y requieren pasar todo el día buscando alimento sin descanso.
SE ha observado a los machos llevando pétalos de flores de colores para mostrarse con ellos a las hembras como parte del ritual de cortejo. En esta especie los pétalos recogidos son generalmente amarillos. La presentación de los pétalos puede ocurrir en el territorio del macho que los presenta o en otro.
La crianza es cooperativa mediante parejas y grupos que mantienen y defienden durante el año pequeños territorios. Aparentemente los acoplamientos sexuales ocurren solo dentro de cada grupo pero con diferentes parejas. Tanto la hembra como el machos atienden por igual a los polluelos mientras que varios ayudantes colaboran en alimentarlos y cargarlos y en defender el territorio. Se abrigan en grupos pequeños, cara a cara, conformando una cubierta densa y acicalándose mutuamente. Ocasionalmente se han visto grupos de 10 o más pájaros pero no se sabe si se trata de reuniones accidentales o de bandas permanentes. Realizan exhibiciones para distraer a los depredadores y alejarlos de los nidos mientras emiten el llamado de alarma.

### Dieta

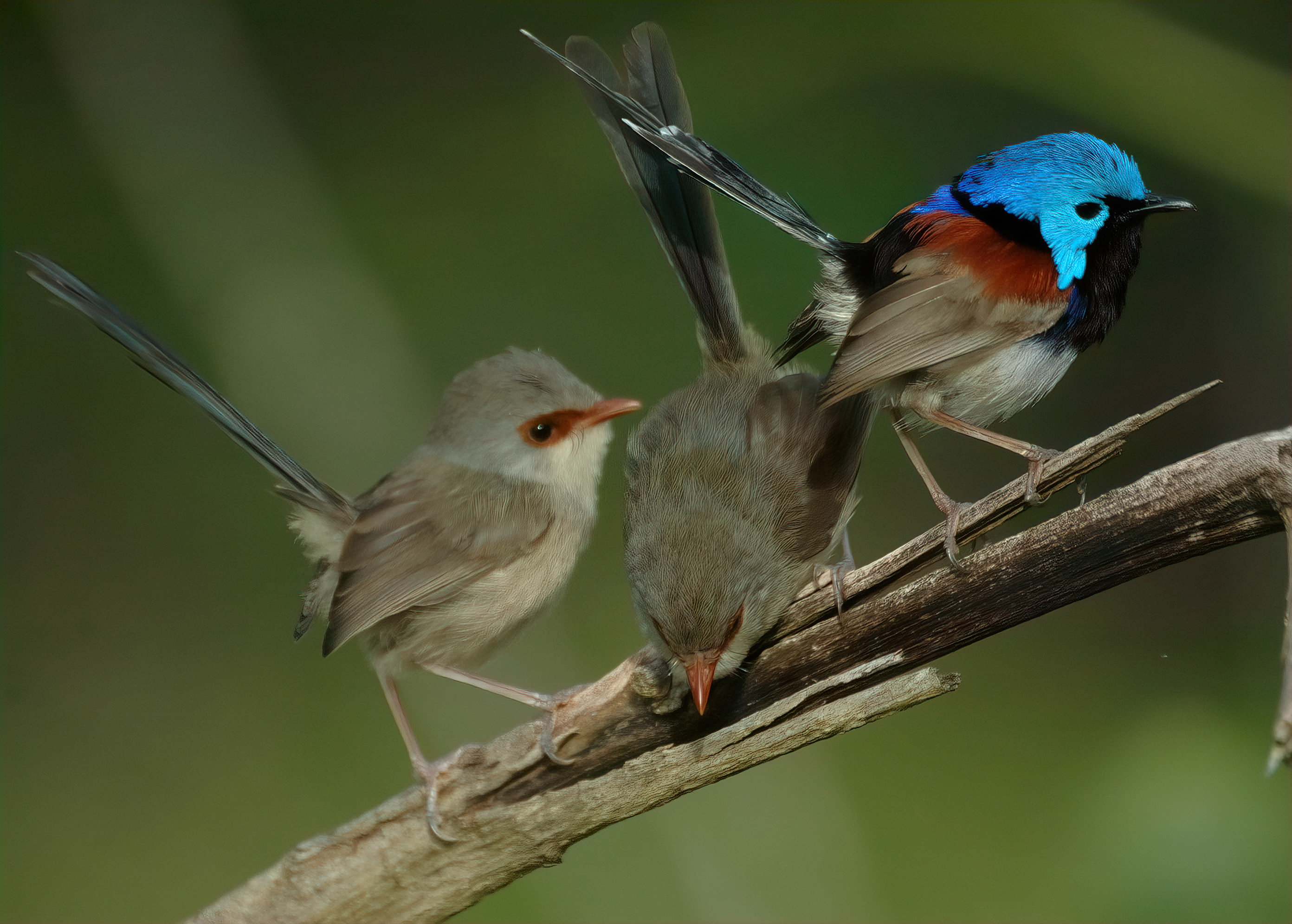
Macho con dos hembra en Dayboro, al sureste de Queensland.

Consume una amplia gama de animales pequeños, principalmente insectos, incluyendo hormigas, saltamontes, moscas, gorgojos y varias larvas. Para encontrarlos buscan en cualquier sitio que esté a menos de 2 m de altura.

### Reproducción
El acoplamiento ocurre entre la primavera y el final del verano; el nido se sitúa generalmente sobre vegetación tupida a menos de l m sobre el suelo. Es una estructura redonda o abovedada hecha de hierbas y restos de telarañas libremente entrelazados, con una entrada en uno de los lados. Two or more broods may be laid in an extended breeding season. La hembra pone tres o cuatro huevos blancos mate con manchas y puntos castaño rojizo, de 12 x 16 mm. Los huevos son incubados durante 14 a 16 días, , después de los cuales se alimentan a los polluelos y sus materias fecales son limpiadas por todos los miembros del durante 10 a 12 días. Los padres y los pájaros ayudantes los alimentan para alrededor de un mes más. Los pájaros jóvenes permanecen a menudo en el grupo de la familia como ayudantes por un año o más antes de moverse a otro grupo, aunque algunos se van y ya se aparean durante el primer año.